# Deutsche Botschaft Buenos Aires
Die Deutsche Botschaft Buenos Aires ist die diplomatische Vertretung der Bundesrepublik Deutschland in der Argentinischen Republik.

## Lage und Gebäude
Die Botschaft liegt im Nordwesten des Zentrums der argentinischen Hauptstadt Buenos Aires, Stadtviertel Palermo. Die Straßenadresse lautet: Villanueva 1055, C1426BMC Buenos Aires.
Die Kanzlei sowie die Residenz des Botschafters entstanden in den Jahren 1980 bis 1983. Die mit Kosten von rund 21,6 Millionen Deutsche Mark errichteten Gebäude bieten rund 2900 Quadratmeter Nutzfläche. Der beauftragte Architekt Dieter Oesterlen berücksichtigte bei der Planung den auf dem Grundstück vorhandenen Baumbestand. In der Liegenschaft befinden sich drei miteinander verbundene Baukörper. Das Bürogebäude der Kanzlei ist ein zweimal durch 45-Grad-Winkel gebrochener, dreigeschossiger Flügel. Die Residenz ist ein zweigeschossiger, einmal durch einen 45-Grad-Winkel gebrochener Flügel, der zur entgegengesetzten Himmelsrichtung ausgerichtet ist. Ein kleineres, würfelartiges Gebäude verbindet Kanzlei und Residenz miteinander. Die Stockwerke verjüngen sich nach oben; sie springen jeweils um einige Meter zurück. Hieraus ergeben sich großzügige Terrassen. Das Erdgeschoss ist in weiten Teilen galerieartig geöffnet. Die Grundrissgestaltung ergab auch vier Höfe und zur sonnigen Nordseite hin den Garten der Residenz.
Mit der Gestaltung der Kunst am Bau wurde Ernst Günter Herrmann beauftragt. Er schuf eine Reliefwand und Granitbeläge im Eingangsbereich (außen und innen) sowie eine Skulptur im Hof der Kanzlei.

## Auftrag und Organisation
Die Botschaft Buenos Aires hat den Auftrag, die argentinisch-deutschen Beziehungen zu pflegen, die deutschen Interessen gegenüber der Regierung von Argentinien zu vertreten und die Bundesregierung über Entwicklungen in Argentinien zu unterrichten.
Die Botschaft gliedert sich in Arbeitseinheiten für Politik und Menschenrechte, Wirtschaft, Landwirtschaft, Kultur, Wissenschaft, Presse und Protokoll. Es besteht ferner ein Militärattachéstab, der von einem Oberst geleitet wird.
Das Referat für Rechts- und Konsularangelegenheiten der Botschaft bietet deutschen Staatsangehörigen alle konsularischen Dienstleistungen und Hilfe in Notfällen an. Der konsularische Amtsbezirk der Botschaft umfasst ganz Argentinien. Die Visastelle erteilt Einreiseerlaubnisse für in Argentinien wohnhafte Bürger dritter Staaten. Argentinische Staatsangehörige können sich zu touristischen Reisezwecken visafrei bis zu 90 Tage pro Halbjahr im Schengen-Raum aufhalten.
Honorarkonsuln der Bundesrepublik Deutschland sind in Córdoba, El Calafate, Eldorado, Mendoza, Posadas, Salta, San Carlos de Bariloche, San Miguel de Tucumán und Ushuaia bestellt und ansässig.

## Geschichte
Beginnend mit einem im Jahr 1857 entsandten Gesandten von Friedrich Wilhelm IV., des damaligen Königs von Preußen, waren der Norddeutsche Bund und das Deutsche Reich bis zum Jahr 1944 ohne Unterbrechung in Argentinien vertreten.
Die Bundesrepublik Deutschland eröffnete am 30. Dezember 1951 ihre Botschaft in Buenos Aires.
Die DDR unterhielt ab 1954 eine Handelsvertretung in Argentinien, die nach einem Militärputsch im Jahr 1962 geschlossen werden musste. Nach Aufnahme diplomatischer Beziehungen am 25. Juni 1973 wurde eine Botschaft eröffnet, die mit dem Beitritt der DDR zur Bundesrepublik Deutschland im Jahr 1990 geschlossen wurde.